# Tribodus
Tribodus is een geslacht van uitgestorven hybodonte haaien uit de Romualdo-formatie in het noordoosten van Brazilië. Het leefde tijdens het Vroeg-Krijt (Aptien tot Albien). Dit geslacht is bekend van in verband liggende en enigszins complete exemplaren, uit een vindplaats die bekend staat om de buitengewone bewaring van de gevonden fossiele resten. Exemplaren van Tribodus zijn driedimensionaal bewaard gebleven en zuurbaden hebben veel van de anatomie van deze haai onthuld. Tribodus blijkt rugvin- en kopstekels te hebben gehad, hoewel alleen bij mannetjes.
Het holotype is GP/2T-2 IG-USP, een skelet.